# Aseus
Els aseus (en grec antic: Ἀσαῖοι, llatí: Asaei) van ser un poble escita de la regió de la Sarmàcia asiàtica, al curs alt del riu Tànais, veïns als suardens, segons que diu Claudi Ptolemeu. També en parla Plini el Vell, segons el qual, abans de la seva època, havien estat un dels pobles més importants de la Sarmàcia. És possible que fossin una tribu dels alans.